# طابع العينة
نموذج الطابع أو طابع العيّنة، هو نموذج طابع بريد أو عينة قرطاسية بريدية ترسل إلى مديري مكاتب البريد والإدارات البريدية حتى يتمكنوا من التعرف على طوابع البريد الصالحة وتجنب التزوير. والطريقة المعتادة لإبطال الطوابع هي إما الطباعة بالحبر أو ثقب كلمة عينة على الطابع، وحيثما لا تكون اللغة الإنجليزية هي اللغة الشائعة، يتم استعمال كلمات Muestra (الإسبانية) أو Monster (الهولندية) أو Muster (الألمانية) أو О бразец (الروسية، "Obrasetz") بدلاً من ذلك.

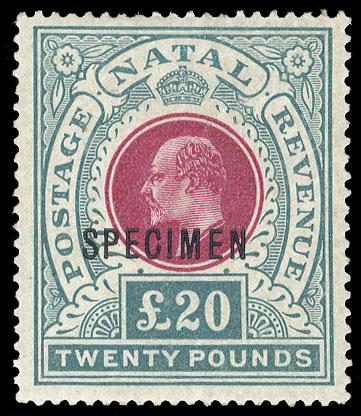
1902 مستعمرة ناتالستامب 1902، مطبوع فوقه طابع خاص مطبوع عليه باللون الأسود يظهر فيه إدوارد السابع

## خلفية تاريخية

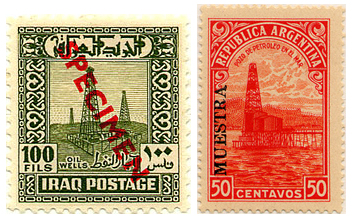
طابع بريد عراقي وطابع بريد أرجنتيني، مطبوع فوقه (Specimen) أو (Muestra) التي تعني طابع عينة

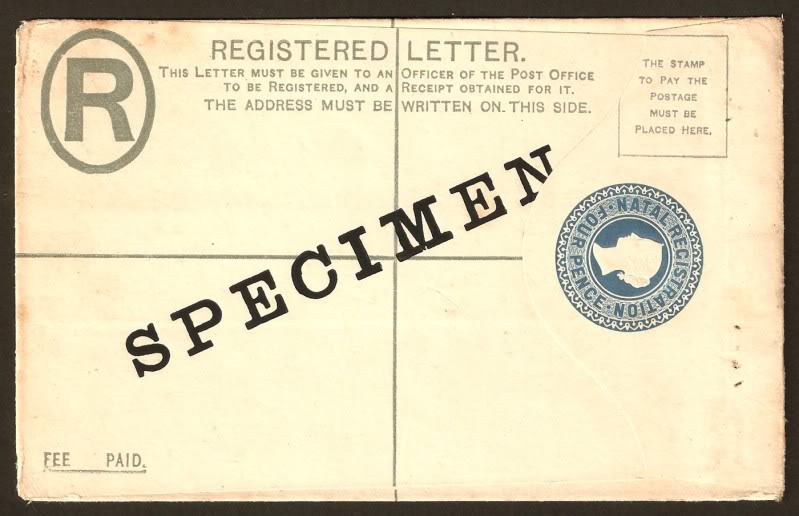
مظروف مسجل من ناتال. مختوم عليهٍ (Specimen) عينة

استُخدمت طوابع العينات منذ الإصدارات الأولى، وفي عام 1840 أُرسلت نماذج من طوابع البنس الأسود والبنسين الأزرق وورقة رسائل مولريدي إلى جميع مديري مكاتب البريد البريطانيين. ولم تكن هذه الطوابع تحمل أي علامة بأي شكل من الأشكال، ولكن عندما طبع أول طابع بريد بريطاني بقيمة شلن واحد في عام 1847، وضعت علامة على النماذج المرسلة إلى مديري البريد بكلمة (عينات) لمنع استخدامها بريديًا.
منذ عام 1879، زود أعضاء الاتحاد البريدي العالمي بعضهم البعض بطوابع البريد من خلال المكتب الدولي للاتحاد البريدي العالمي، وكثيراً ما وجدت الطوابع التي استوردت بهذهِ الطريقة طريقها إلى سوق الطوابع. ليس للطوابع النموذجية (العينة) أي صلاحية بريدية، لذا فإن الإدارات البريدية حرة في توزيعها على نطاق واسع كما تشاء، ويمكن أن يشمل ذلك تجار الطوابع ومجلات الطوابع والهيئات الحكومية والسفارات وتعتبر كعناصر ترويجية لهواة جمع الطوابع.
وبما أن قيمة العديد من طوابع العينة أعلى من قيمة الطوابع الأصلية، فغالباً ما تزور. وعلى العكس من ذلك، فإن العديد من العينات الأصلية قد أزيلت منها الطوابع الأصلية لجعلها تشبه الطوابع الأساسية الأغلى ثمناً.
لا يقتصر استخدام نماذج الطوابع البريدية (العينة) على طوابع البريد. فقد استُعملمت أيضاً على طوابع الإيرادات والقرطاسية البريدية، بما في ذلك كوبونات الرد الدولية. وكان الاستخدام الفريد من نوعه من قبل مسؤولي الاتحاد البريدي البرتغالي في نهاية القرن التاسع عشر وأوائل القرن العشرين عندما ختموا القرطاسية البريدية من كوبا يدوياً بمصطلح "ULTRAMAR" (ما وراء البحار) لمنع استخدام البريد.

## اقرأ أيضا
- Bendon, John. UPU Specimen Stamps. Abingdon: Oxford Book Projects, 2015 (ردمك 978-1-870696-05-0) 560p.
- Easton, John The دو لا رو History of British & Foreign Postage Stamps 1855 to 1901. London: Faber & Faber for The Royal Philatelic Society London, 1958 846p.
- Samuel, Marcus. Specimen Stamps of the Crown Colonies, 1857-1948. London: Royal Philatelic Society London, 1976 255p. (Supplement 1984)
- Samuel, Marcus & Alan Huggins. Specimen Stamps and Stationery of Great Britain. Safron Walden: G.B. Philatelic Publications Ltd., 1980 254p. (Winner Crawford Medal 1981)
- "The Universal Postal Union Collection: Postal Stationery" in British Library Philatelic Collections Newsletter, Issue 15, Spring 2009.

## روابط خارجية
- James Bendon's specimen stamps
- Queen Victoria specimen stamps
- UPU Specimen Stamps of the British Commonwealth